# Le Cours étrange des choses
Pour plus de détails, voir Fiche technique et Distribution.
Le Cours étrange des choses est un film israélien, réalisé par Raphaël Nadjari, sorti le 4 décembre 2013 en France. Tourné en 2013 à Haïfa, c'est le sixième film du réalisateur.

## Fiche technique
- Titre original : מעל הגבעה
- Titre français : Le Cours étrange des choses
- Titre anglais : A Strange Course of Events
- Réalisation : Raphaël Nadjari
- Scénario : Raphaël Nadjari et Geoffroy Grison
- Directeur de la photographie : Laurent Brunet
- Musique : Jocelyn Soubiran et Jean-Pierre Sluys
- Son : Michael Gurevitch
- Langue originale : hébreu
- Montage : Simon Birman
- Production : Avenue B, Transfax Films et Laila Film
- Producteurs : Caroline Bonmarchand, Itai Tamir, Marek Rosenbaum
- Pays :  Israël -  France
- Genre : drame
- Durée : 100 minutes
- Sorties : 
  -  4 décembre 2013

## Distribution
- Ori Pfeffer : Shaul
- Moni Moshonov : Shimon
- Michaela Eshet : Bati
- Maya Kenig : Orly
- Bethany Gorenberg : Michale

## Distinctions

### Nominations
- Festival de Cannes 2013 : sélection « Quinzaine des réalisateurs »
- 29e Festival international du film de Haïfa
- 44th International Film Festival of India, Goa
- 11th World Film Festival of Bangkok
- Viennale 2013 - Festival international du film de Vienne
- Berlin Jewish film festival 2014